# Carlton (Nottinghamshire)
Carlton è una cittadina della contea del Nottinghamshire, in Inghilterra.